# Севоян Кярам Рубенович
Кярам Рубенович Севоян (нар. 4 березня 1994, Донецьк, Україна) — український футболіст вірменського походження, півзахисник.

## Життєпис
У дитячо-юнацькій футбольній лізі України виступав за донецький «Металург» з 2007 року по 2011 рік. У З 2012 по 2013 рік виступав у чемпіонаті Донецької області за донецький Олімпік-УОР.
У серпні 2013 року підписав 4-рирічний контракт з чинним чемпіоном Вірменії клубом «Ширак». Через два тижні дебютував у грі з єреванським «Уліссесом», замінивши Карена Алексаняна. Зустріч завершилася з рахунком (3 0) на користь гюмрійского «Ширака». У грудні 2013 року розірвав контракт з клубом.